# Острів фантазій (фільм)
«Острів фантазій» (англ. Fantasy Island) — американський комедійний фентезійний хоррор фільм режисера Джеффа Водлоу і сценаристів Джиллиана Джейкобса, Кріс Роуча і Водлоу. Фільм заснований на телесеріалі з однойменною назвою. Джейсон Блум виступає як продюсер під егідою своєї компанії Blumhouse Productions. Sony випустила фільм 14 лютого 2020 року.

## Виробництво
У липні 2018 року було оголошено, що в Blumhouse Productions і Sony Pictures розробляється фільм, що переосмислює телесеріал Острів фантазій, і його описують як суміш Світу Дикого заходу і Хижи в лісі. Джефф Водлоу був найнятий в якості режисера та співавтора сценарію до фільму.
У жовтні 2018 року Майкл Пенья, Джиммі О. Ян, Дейв Батіста і Люсі Хейл приєдналися до акторського складу. У листопаді 2018 року, під час інтерв'ю Водлоу розповів, що Меггі К'ю, Порша Даблдей і Раян Генсен приєдналися до знімальної групи, а також припустив, що Батіста більше не знімається у фільмі і не з'явиться в ньому.
Майкл Рукер, Шарлотта Маккінні, Паріса Фітц-Хенлі і Остін Стовелл приєдналися до акторського складу в січні 2019 року.

### Зйомки
Основні зйомки фільму почалися в січні 2019 року в Фіджі.

## Реліз
Спочатку фільм «Острів фантазій» планували випустити 28 лютого 2020 року, поки дату релізу не перенесли на трохи ранішу - 14 лютого 2020 року.

## У ролях
| Актор              | Роль                                                                     |
| ------------------ | ------------------------------------------------------------------------ |
| Майкл Пенья        | Містер Рорк, хранитель острова, чоловік Джулії                           |
| Меггі К'ю          | Гвен Олсен, підприємиця, що мріє про шлюб                                |
| Люсі Гейл          | Мелані Коул, дівчина, що мріє про помсту                                 |
| Остін Стовелл      | Патрік Салліван, колишній поліціант, мріє про участь у війні             |
| Порша Даблдей      | Слоун Медісон, дівчина, яка знущалася з Мелані у школі                   |
| Джиммі О. Ян       | Брекс Вівер, мріє «мати все»                                             |
| Раян Генсен        | Джей Ді Вівер, старший брат Брекса                                       |
| Майкл Рукер        | Деймон, приватний детектив                                               |
| Паріса Фітц-Генлі  | Джулія Рорк, покійна дружина хранителя острова і його особиста помічниця |
| Майк Фогель        | лейтенант Салліван, загиблий батько Патріка                              |
| Еван Евагора       | Нік Тейлор                                                               |
| Роббі Джонс        | Аллен Чемберс, колишній хлопець Гвен                                     |
| Кім Коутс          | наркобарон, що хоче вбити Брекса і Джей Ді                               |
| Ієн Робертс        | доктор Торт                                                              |
| Шарлотта Мак-Кінні | Честиті (Доброчесність)                                                  |